# Schradera neeoides
Schradera neeoides är en måreväxtart som beskrevs av Paul Carpenter Standley och Julian Alfred Steyermark. Schradera neeoides ingår i släktet Schradera och familjen måreväxter. Inga underarter finns listade i Catalogue of Life.